# Bengt Hallberg

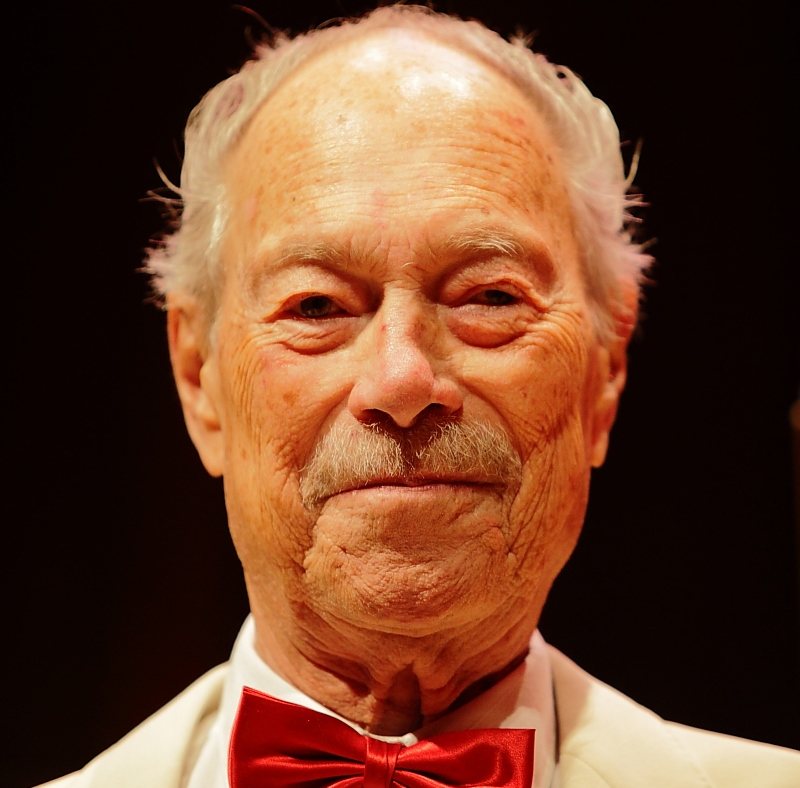

Bengt Hallberg (Goteborg, 13 de septiembre de 1932 - Uppsala, 2 de julio de 2013)  fue un compositor, arreglista y pianista de jazz sueco. En su país se le considera uno de los artistas de jazz más destacado del siglo XX. En la última década había dejado la escena pública por la enfermedad de su mujer. Murió de insuficiencia cardiaca.
Estudió piano clásico desde su infancia. Destacó muy pronto su  habilidad para el jazz: a los trece años escribió su primer arreglo y a los quince publicó su primer disco como miembro del grupo liderado por el bajista Thore Jederby. En 1949 trabajó por primera vez con el saxofonista Arne Domnérus, volviendo a coincidir durante muchos años.
Durante los años cincuenta tocó con varios músicos norteamericanos cuando visitaron Suecia. Entre ellos el saxofonista Stan Getz, grabando juntos "Dear Old Stockholm" (originalmente "Ack Värmeland du sköna"), con Lee Konitz en 1951 o con los trompetistas Clifford Brown y Quincy Jones en 1953. Jones escribió su primer arreglo precisamente para este encuentro con Brown y Hallberg. Al mismo tiempo colaboró con el saxofonista Lars Gullin, otro destacado músico sueco de la época. Ambos músicos se asociaron con la escena sueca 'Cool Jazz', muy influenciada por la escuela americana de Lennie Tristano, el pianista favorita de Hallberg. En los setenta colaboró en las sesiones de Jazz at the Pawnshop con Domnérus y Georg Riedel entre otros.
Hallberg tuvo un estilo variado y en sus últimos años compuso música para cine y televisión, participó en arreglos corales y además tocó el acordeón.